# Akumulowanie osiągnięć
Akumulowanie osiągnięć (ang. credit accumulation) – gromadzenie potwierdzonych efektów uczenia się/kształcenia się, stanowiących składniki wymagań dla danej kwalifikacji. W Polsce na większą skalę system akumulowania osiągnięć wprowadzono w 2005 roku w związku z wdrażaniem procesu bolońskiego w szkolnictwie wyższym.
Definicja akumulowania osiągnięć odnosi się do projektu Polskiej Ramy Kwalifikacji, realizowanego przez Instytut Badań Edukacyjnych.
Obecnie trwają prace eksperckie dotyczące opracowania koncepcji akumulowania i przenoszenia osiągnięć. Zaplanowane są również pilotaże weryfikujące zaproponowane rozwiązania. Równocześnie polskie środowiska wspierane przez Fundację Rozwoju Systemu Edukacji (Narodową Agencję Programu „Uczenia się przez całe życie”) uczestniczą w projektach służących rozwijaniu koncepcji ECTS (Europejski System Transferu i Akumulacji Osiągnięć) i ECVET (Europejski System Transferu i Akumulacji Osiągnięć w Kształceniu i Szkoleniu Zawodowym). W zakresie szkolnictwa wyższego w latach 2007-2013 działał Zespół Ekspertów Bolońskich, natomiast przygotowanie wdrożenia ECVET w Polsce wspiera Zespół Ekspertów ECVET.
Przenoszenie i akumulowanie osiągnięć będzie stanowić istotny składnik zintegrowanego systemu kwalifikacji. Ma on obejmować kwalifikacje nadawane w obszarze edukacji ogólnej, zawodowej oraz wyższej, znajdujące się na wszystkich poziomach Polskiej Ramy Kwalifikacji. Akumulowanie i przenoszenie osiągnięć ma pozwolić na znacznie większe zróżnicowanie sposobów dochodzenia do kwalifikacji.
Wypracowywany w Polsce model akumulowania i przenoszenia osiągnięć ma być kompatybilny z rozwiązaniami europejskimi (ECTS, ECVET), co pozwoli na przenoszenie osiągnięć między polskim systemem kwalifikacji a systemami w poszczególnych krajach członkowskich Unii. Dzięki czytelnym i spójnym zasadom dotyczącym akumulowania i przenoszenia osiągnięć zostanie również zwiększona przejrzystość kwalifikacji ujętych w krajowym rejestrze kwalifikacji.